# Gregor Hradetzky
Gregor Hradetzky (ur. 31 stycznia 1909 w Krems an der Donau, zm. 29 grudnia 1984 w Bad Kleinkirchheim) – austriacki kajakarz i organmistrz. Dwukrotny złoty medalista olimpijski z Berlina.
Zawody w 1936 były jego jedynymi igrzyskami olimpijskimi. Złote medale zdobył w kajakowej jedynce na dystansie 1000 i 10 000 metrów (składanym). W 1933 i 1934 był mistrzem Europy w jedynce na dystansie 10 000 metrów. W 1938 był brązowym medalistą mistrzostw świata w jedynce na dystansie 1000 metrów. Był wówczas, po Anschlussie, reprezentantem III Rzeszy (Niemiec).
Po wojnie przejął warsztat organmistrzowski ojca. Budował organy głównie w Austrii, ale też np. w słynnej operze w Sydney. W Polsce zbudował dwa instrumenty dla archikatedry Chrystusa Króla w Katowicach.